# Lixophaga fallax
Lixophaga fallax là một loài ruồi trong họ Tachinidae.